# Spoorlijn Hodonín – Holíč nad Moravou
De spoorlijn Hodonín - Holíč nad Moravou (lijn 115) is een korte, enkelsporige en geëlektrificeerde hoofdspoorlijn met een lengte van 6,223 kilometer. Ze verbindt de Slowaakse stad Holíč met de Tsjechische stad Hodonín.

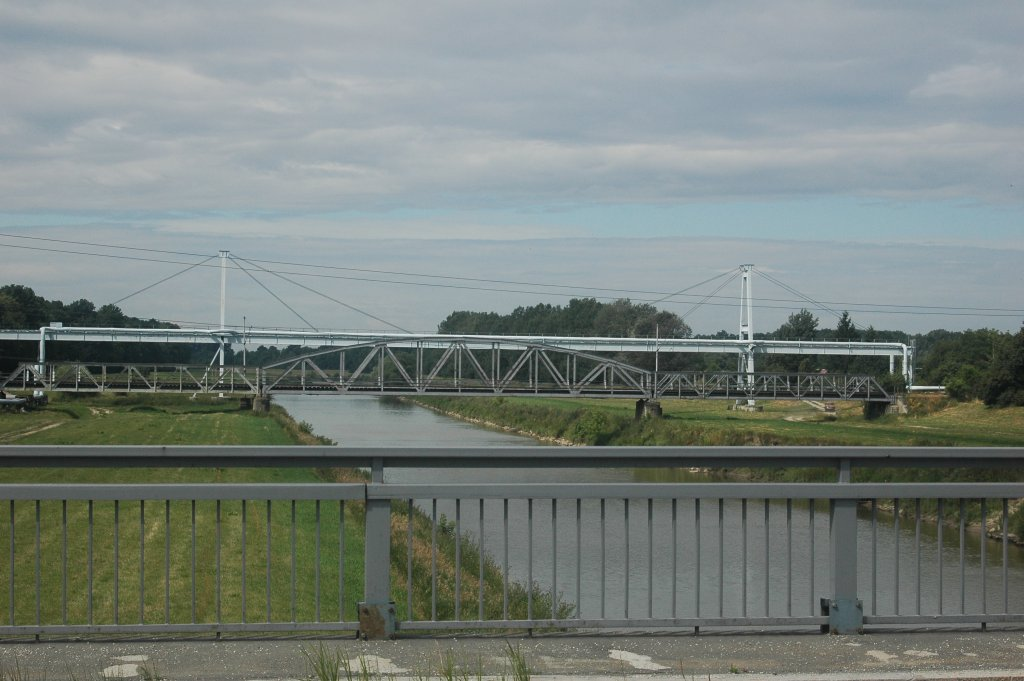
Grens Slowakije - Tsjechië. Spoorbrug over de Morava. Links: Slowakije, rechts: Tsjechië.

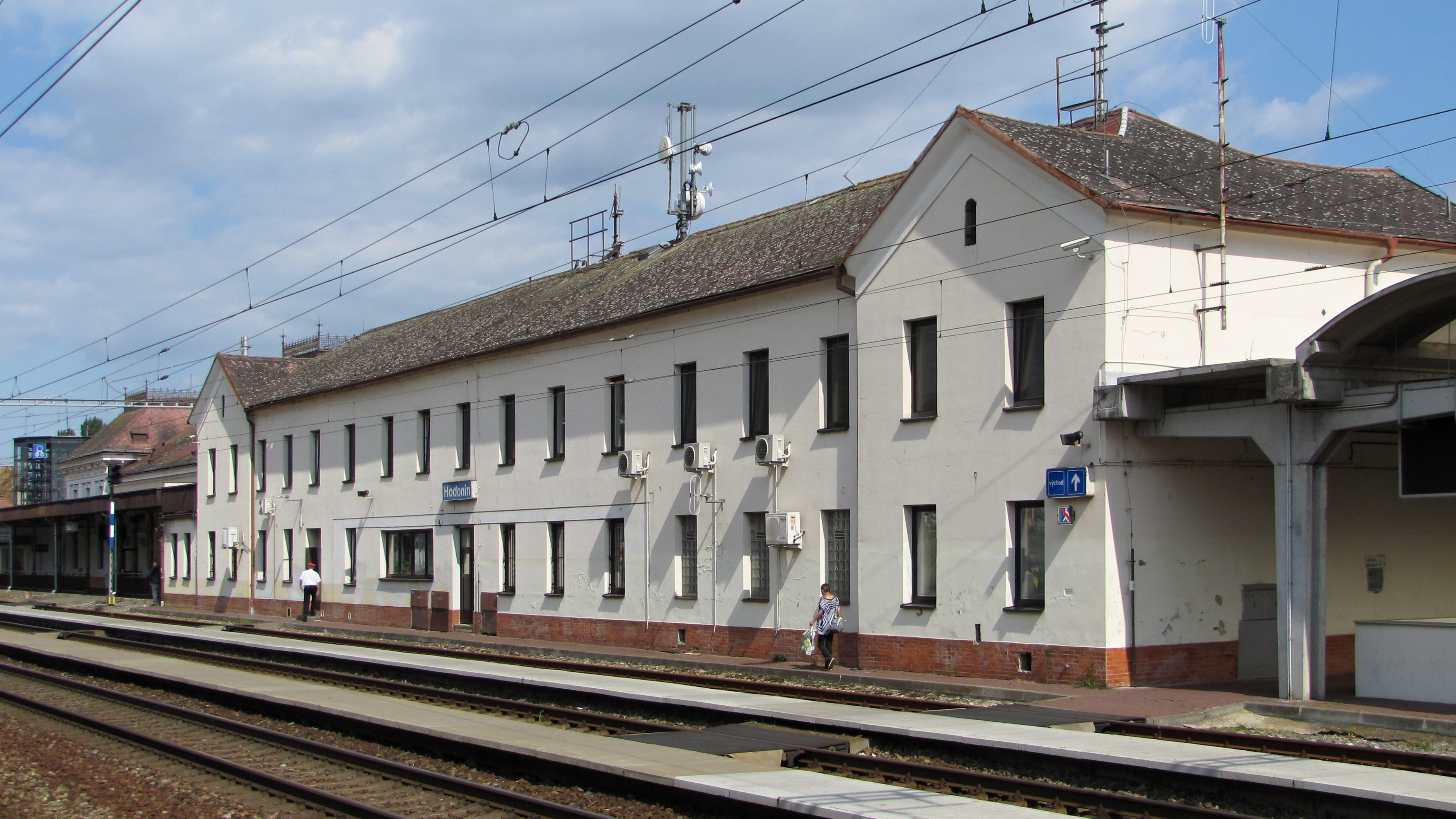
Station Hodonín - Perronkant.

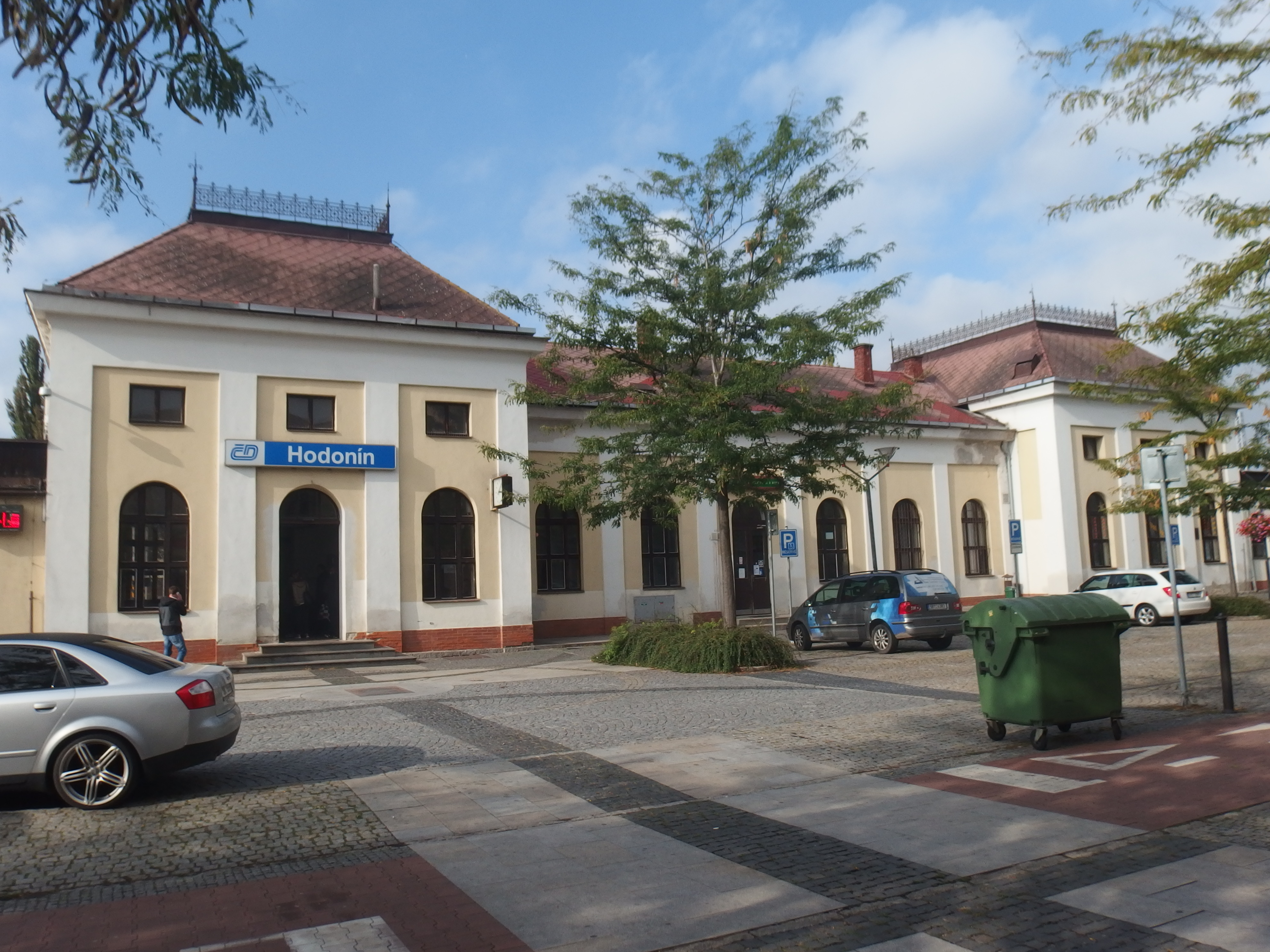
Station Hodonín - Straatkant.

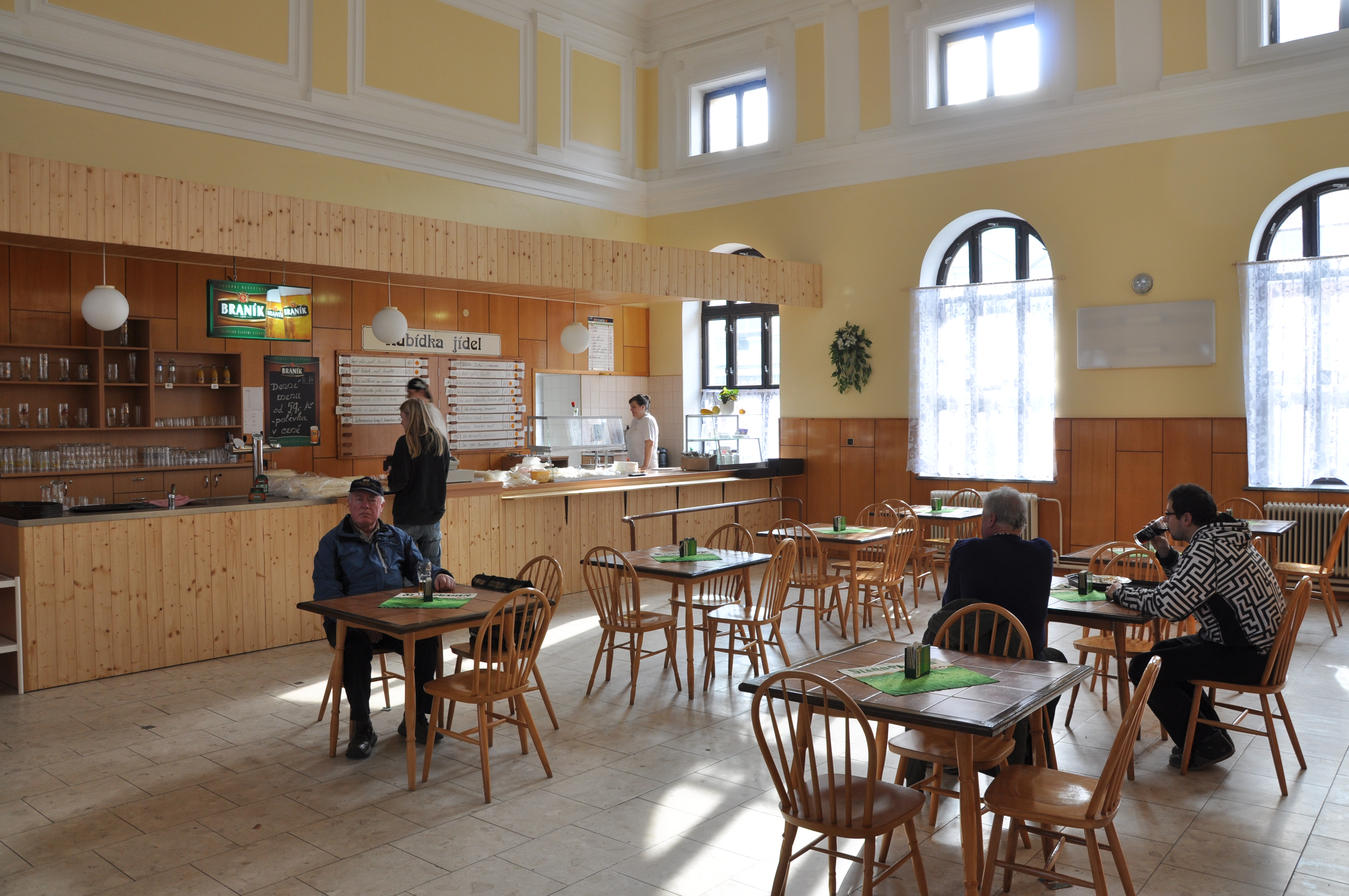
Station Hodonín - Stationsbuffet.

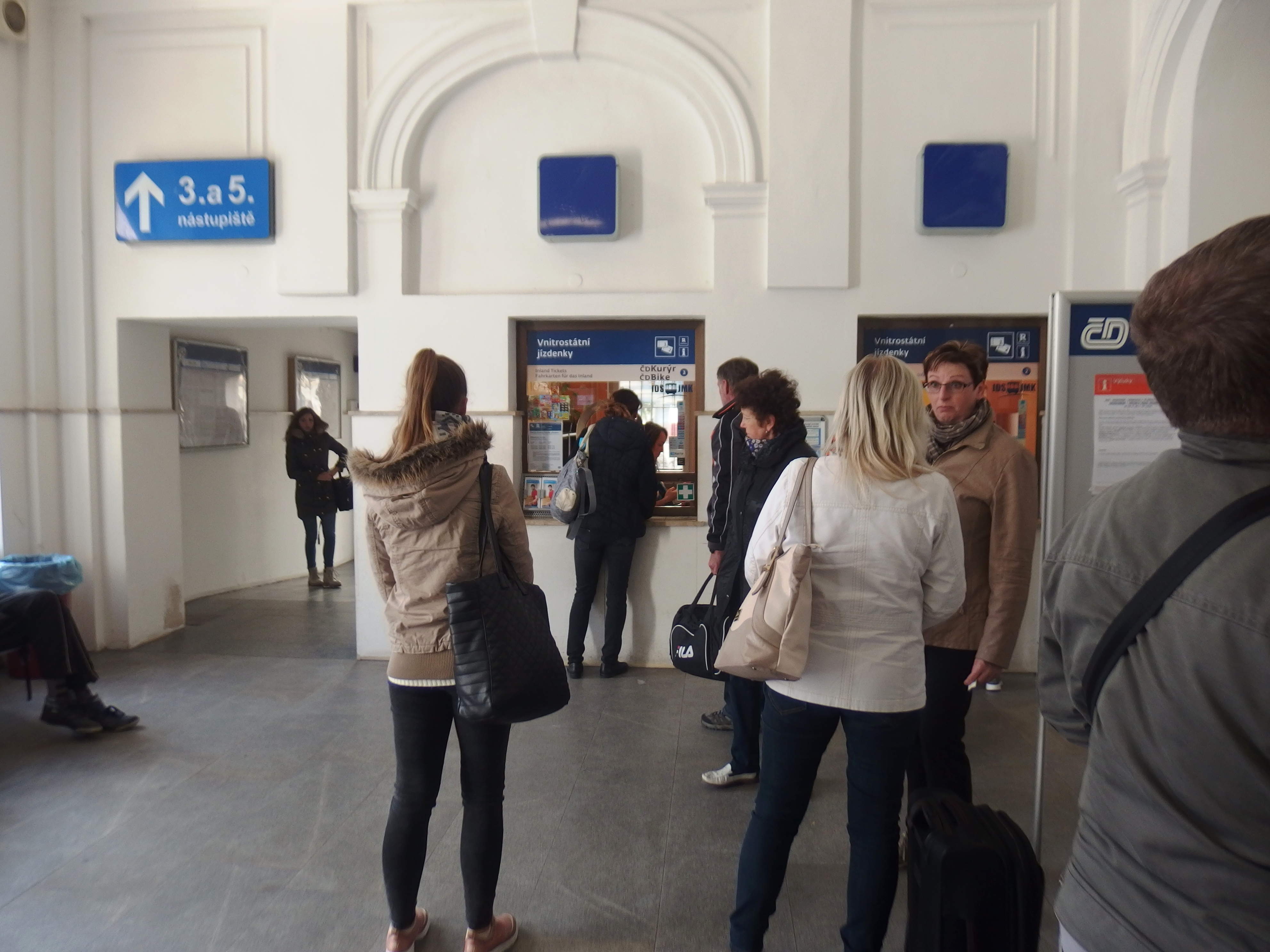
Station Hodonín - Loket.

## Ligging
Lijn 115 heeft een traject op het grondgebied van twee landen: Slowakije en Tsjechië. De hoogst toegelaten snelheid is 60 km/u. In de stad Hodonín (Tsjechië) takt ze af, van de lijn Břeclav - Bohumín. Ze steekt de grensrivier Morava over en voegt zich in Holíč (Slowakije) bij de spoorlijn Devínska Nová Ves - Skalica.
In Slowakije is de lijn geregistreerd onder het nummer 115 terwijl ze in Tsjechië gekend is onder het nummer 332.

## Geschiedenis
De lijn Hodonín - Holíč vindt haar oorsprong in een secundair lijntje dat sinds 1889 vanaf station Hodonín voor de plaatselijke tabaksfabriek als spooraansluiting fungeerde. Voor deze aansluiting had de Kaiser Ferdinands-Nordbahn (KFNB) een concessie: vooreerst -vanaf 19 maart 1888- voor de aanleg, en naderhand -vanaf 17 januari 1889- voor de uitbating.
Ruim anderhalf jaar na de ingebruikneming besliste men op 3 oktober 1890 om het traject in Tsjechië te verlengen en de grensoversteek naar Holics (Hongarije) te verwezenlijken. In het concessiedocument legde men de spoorwegonderneming KFNB de verplichting op, om in de toekomst passagiersvervoer te organiseren en de aldus te bouwen lijn op Tsjechisch grondgebied gelijktijdig in gebruik te nemen met de aansluitende lijn op Hongaars grondgebied. De urgentie van het project blijkt uit de thans vreemd lijkende bepaling "dat de overtocht over de natuurlijke grens, de rivier Morava, voorlopig mocht gebeuren over houten bruggen".
Op 18 juni 1891 werd de grensoversteek in gebruik genomen. In 1906 werd de Kaiser Ferdinands-Nordbahn genationaliseerd en werd het spoor eigendom van de Hongaarse Staatsspoorwegen (MÁV).
Na de Eerste Wereldoorlog en de oprichting van de Eerste Tsjecho-Slowaakse Republiek was de verwezenlijking van goede transportverbindingen tussen het Slowaakse landsdeel enerzijds en de Tsjechische landsdelen (Bohemen en Moravië) anderzijds, een van de belangrijkste taken van de jonge staat. In deze context werd de voorheen lokale spoorlijn opgewaardeerd tot een hoofdspoorlijn.
Op het einde van de jaren 1980 werd de lijn geëlektrificeerd met een wisselspanning van 25 kV, 50 Hz. De eerste trein met elektrische tractie reed er op 3 november 1987.
Doch na de Fluwelen Revolutie in 1989 waarbij de gemeenschappelijke staat Tsjecho-Slowakije in twee aparte staten werd gescheiden, verminderde het verkeer aanzienlijk.
Op 12 december 2004 werd het passagiersvervoer opgeschort.
Van 22 juli tot en met 31 oktober 2019 reden er na bijna 15 jaar onderbreking weer lokale reizigerstreinen. De aanleiding hiertoe was de volledige afsluiting van de verkeersweg I/51 wegens bouwwerkzaamheden aan de brug over de Morava, met als gevolg dat de ritten van de autobussen voor openbaar vervoer onmogelijk waren. Ter vervanging reden er tussen Hodonín en Holíč nad Moravou tien paar passagierstreinen op de werkdagen en zes paar tijdens het weekend.
In juni 2021 woedde een zware storm die op de Tsjechische lijn Břeclav – Petrovice u Karviné een versperring veroorzaakte. Bijgevolg was er geen treinverkeer mogelijk tussen de Tsjechische steden Břeclav en Hodonín en moest het het verkeer omgeleid worden via lijn 115. Derhalve reden er vanaf 25 juni 2021 weer goederentreinen en werd op 28 juni 2021 de doorgaans spanningloze bovenleiding weer onder spanning gezet.

## Stations en stopplaatsen
- Bohumín
- Hodonín (station)
  - Vertakking naar Břeclav en Wenen
- Hodonín zastávka (halte)
  - Landsgrens Tsjechië - Slowakije (rivier Morava)
  - Vertakking uit Skalica
- Holíč nad Moravou
  - Aansluiting naar Devínska Nová Ves en Bratislava